# Сарбулак (Казалінський район)
Сарбула́к (каз. Сарбұлақ) — село у складі Казалінського району Кизилординської області Казахстану. Адміністративний центр Сарбулацького сільського округу.
У радянські часи село називалось Сарибулак.
Населення — 476 осіб (2021; 379 у 2009, 413 у 1999, 732 у 1989).